# Михлик, Якуб
Якуб Михлик (словац. Jakub Michlík; 9 октября 1997 года, Словакия) — словацкий футболист, полузащитник клуба «Жилина», на правах аренды выступающий за чешский клуб «Олимпия Прага».

## Клубная карьера
Якуб — воспитанник академии «Жилины». В детстве на него возлагались большие надежды. С 16 лет он стал основным игроком второй команды. Начиная с сезона 2015/2016 — игрок основной команды. 7 ноября 2015 года дебютировал в словацком чемпионате в поединке против «Ружомберока», выйдя на замену на 88-й минуте вместо Виллиана. С тех пор постоянно появляется на поле. Всего в своём дебютном сезоне провёл 15 встреч, из них четыре начинал в стартовом составе, и забил один мяч, в ворота «ВиОна» 18 марта 2016 года.

## Карьера в сборной
Игрок юношеских сборных страны. Принимал участие в отборочных матчах к юношеским чемпионатам Европы, однако в финальную часть не выходил.